# Reacción de De Mayo
La reacción de De Mayo es una reacción fotoquímica en la que el enol de una 1,3-dicetona reacciona con un alqueno (u otra especie con un enlace C = C) y el anillo de ciclobutano resultante sufre una reacción de condensación retroaldólica para producir un 1,5 -dicetona:
El efecto neto es agregar los dos átomos de carbono en el enlace doble C = C entre los dos grupos carbonilo de la dicetona. Por lo tanto, es útil en síntesis como una forma relativamente selectiva de unir dos partes de una molécula y como una forma de aplicar la química más desarrollada de la síntesis de 1,3-dicetona a 1,5-dicetonas. La primera parte es una cicloadición [2 + 2]. La consiguiente división de retroaldol se ve favorecida por la relativa inestabilidad del anillo de ciclobutano.
| De Mayo startAnimGif                    |
| Una animación del mecanismo de reacción |